# Rob Wiethoff
Robert Allen Wiethoff (Seymour, 15 de setembro de 1976) é um ator e dublador estadunidense. Wiethoff é mais conhecido por ter dado voz e captura de movimentos ao personagem John Marston no jogo eletrônico Red Dead Redemption, sua expansão Undead Nightmare e sua sequência Red Dead Redemption 2.

## Primeiros anos
Robert Allen Wiethoff nasceu em 15 de setembro de 1976 em Seymour, Indiana. Seu pai era um médico. Wiethoff estudou na Universidade de Indiana e se formou em estudos gerais.

## Vida pessoal

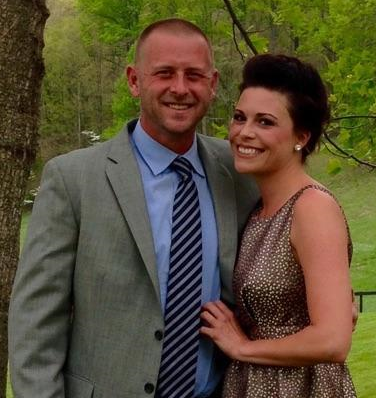
Rob Wiethoff com sua esposa Tayler em 2015

Wiethoff conheceu sua esposa Tayler em Los Angeles durante a produção de Red Dead Redemption. Assim que o jogo foi lançado, o casal decidiu mudar-se para a cidade natal de Rob, Seymour, para criar seus filhos, os gêmeos Greyson e Clifton. Eles nasceram prematuramente em 28 de outubro de 2011, fazendo-os necessitarem de extenso acompanhamento médico; passaram cerca de sete semanas em uma unidade de atendimento neonatal.
Além da atuação, Wiethoff trabalha na construção civil.

## Prêmios e indicações
| Ano  | Recipiente          | Categoria                                                                        | Resultado |               |
| Ref. |                     |                                                                                  |           |               |
| ---- | ------------------- | -------------------------------------------------------------------------------- | --------- | ------------- |
| 2010 | Red Dead Redemption | Spike Video Game Award de Melhor Atuação Masculina                               | Indicado  | [ 7 ] [ 8 ]   |
| 2010 | Red Dead Redemption | National Academy of Video Game Trade Reviewers Award de Melhor Atuação Dramática | Venceu    | [ 9 ]         |
| 2011 | Red Dead Redemption | Design Innovate Communicate Entertain Award de Melhor Caracterização             | Venceu    | [ 10 ] [ 11 ] |

## Filmografia

### Jogos eletrônicos
| Ano  | Título                | Papel        | Notas                           |
| ---- | --------------------- | ------------ | ------------------------------- |
| 2010 | Red Dead Redemption   | John Marston |                                 |
| 2010 | Undead Nightmare      | John Marston | Expansão de Red Dead Redemption |
| 2018 | Red Dead Redemption 2 | John Marston |                                 |

Outros
| Ano  | Título          | Papel   | Notas                               |
| ---- | --------------- | ------- | ----------------------------------- |
| 2013 | Codename Cygnus | Lazarus | Drama interativo para iOS e Android |

### Cinema
| Ano  | Título                                       | Papel                | Notas                                              |
| ---- | -------------------------------------------- | -------------------- | -------------------------------------------------- |
| 2006 | 16 Blocks                                    | Court Officer        | Creditado como "Rob Weithoff"                      |
| 2009 | The Outside                                  | Turk                 | Também foi produtor                                |
| 2010 | Red Dead Redemption: The Man from Blackwater | John Marston         | Curta-metragem da Machinima com imagens de arquivo |
| 2011 | Double Tap                                   | Detective Fitzgerald |                                                    |